# Hemipogon setaceus
Hemipogon setaceus är en oleanderväxtart som beskrevs av Joseph Decaisne. Hemipogon setaceus ingår i släktet Hemipogon och familjen oleanderväxter. Inga underarter finns listade i Catalogue of Life.